# Ever Veloza
José Everth Veloza García (Trujillo, Valle del Cauca, 1967), alias "HH", "Hernán Hernández", "Carepollo" o "El Mono Veloza", es un exparamilitar y exnarcotraficante colombiano. 
Hizo parte de las Autodefensas Unidas de Colombia (AUC), fue comandante del Bloque Bananero y luego del Bloque Calima. 
Fue extraditado a Estados Unidos el 5 de marzo de 2009 después de confesar en Colombia alrededor de 3.000 crímenes.
Se vinculó a las autodefensas en 1994 a los 28 años de edad siendo comandante del Bloque Bananero entre 1994 y 1997, bloque que operaba en el Urabá Antioqueño. Entre 1997 y 2001 comandó el Bloque Calima de las AUC que operaba en el Valle del Cauca y Cauca; y fue responsable de numerosas masacres y asesinatos selectivos.
Ha confesado su responsabilidad en el asesinato de al menos 3.000 personas de las cuales 1.200 habrían sido asesinadas en el lapso de un año en el Urabá, fue autor de la Masacre del Naya ocurrida entre el 10 y 12 de abril de 2001 donde fueron asesinados 20 campesino e indígenas, también aceptó haber sido responsable del asesinato de 16 sindicalistas en Bugalagrande y de haber cometido varios de estos crímenes en complicidad con empresas bananeras de Urabá.
Ingresó al proceso de desmovilización con el gobierno pero dejó de acudir a las reuniones de Santa Fe de Ralito.
Velosa fue capturado por la policía entre el corregimiento de Bolombolo, del municipio de Venecia y el municipio de Tarso, en el departamento de Antioquia, en compañía de cuatro personas. Desde entonces buscó colaborar con la justicia y acceder a los beneficios de la Ley de Justicia y Paz sin embargo el gobierno extraditó a Veloza a los Estados Unidos, país cuya justicia lo solicitó por su participación en la producción y el envío de drogas.

## Confesión

### Parapolítica
El 9 de junio de 2008 alias "H.H" reveló ante los fiscales de Justicia y Paz que en el año 2000 el Bloque Bananero y el Bloque Elmer Cárdenas de las AUC crearon el movimiento político "Por una Urabá Grande y Unida" del cual podrían haberse beneficiado los senadores Antonio Valencia Duque y Rubén Darío Quintero para alcanzar sus escaños, además de otros políticos de la región. También habló sobre el senador Juan Carlos Martínez Sinisterra del partido Convergencia Ciudadana de quien dijo estaba fuertemente vinculado con narcotraficantes de Buenaventura y por lo tanto las autodefensas venían apoyándolo desde el año 2000. También ha declarado que el exgobernador del  departamento del Cauca y embajador en la República Dominicana Juan José Chaux hizo alianzas con el grupo que él comandaba con el fin de que este le apoyara electoralmente.

### Fuerzas Militares
Según HH, la Fuerza Pública prestó apoyo a las autodefensas en la zona de influencia de estas e incluso se realizaron operaciones conjuntas, entre los señalados por el paramilitar está el Coronel Byron Carvajal y el General Rito Alejo del Río quien ya había sido mencionado por Salvatore Mancuso y por Freddy Rendón alias 'El Alemán'.

## Magnicidios
HH también declaró la participación de agentes del Estado en los magnicidios del dirigente conservador Álvaro Gómez Hurtado y del periodista Jaime Garzón, afirmando que miembros de la fuerza pública colaboraron en los magnicidios, para ayudar a una unión de políticos narcotraficantes y militares de alto rango.

## Extradición
En febrero de 2009 se autorizó la entrega de Veloza a las autoridades de Estados Unidos por el delito de tráfico de drogas.
El 26 de diciembre de 2017 EE. UU. deportó al exjefe paramilitar a Colombia.